# Смородина, Людмила Геннадиевна
Людми́ла Генна́дьевна Сморо́дина (укр. Людмила Геннадіївна Смородіна; род. 7 августа 1957, Кривой Рог, Днепропетровская область) — советская и украинская актриса театра и кино, Народная артистка Украины (2007).

## Биография
Родилась 7 августа 1957 года в городе Кривой Рог (в районе Новокриворожского  ГОКа). Училась в средней школе № 82.
В 1974—1978 годах — студентка актёрского факультета Киевского государственного института театрального искусства имени И. К. Карпенко-Карого. Была принята на курс Владимира Примака из-за своей ярко выраженной типажности.
С августа 1978 года работает в Национальном академическом драматическом театре имени Ивана Франко в Киеве. Прима театра.
С 2010 года — доцент кафедры театрального искусства Киевского международного университета, художественный руководитель актёрской мастерской.
С 2015 года — преподаватель по актёрскому мастерству в Вокальной академии Александра Пономарёва.

### Семья
- Отец — Геннадий Георгиевич Смородин[1];
- Мать — Анастасия Иосифовна Смородина;
- Дважды была замужем (по мужу — Сорокина);
  - Сын — Константин Рябов (род. 1984), предприниматель[2].

## Творчество

### Театральные работы
С 1978 года работает в Национальном академическом драматическом театре имени Ивана Франко, где сыграла более 40 ролей.
- 1979 — «Дикий Ангел» А. Коломийца; реж. Владимир Оглоблин — Лида
- 1980 — «Сон в летнюю ночь» У. Шекспира; реж. Валентин Козьменко-Делинде — Гермия
- «Прощание в июне» А. Вампилова; реж. Валентин Козьменко-Делинде — Маша
- «Обочина» Н. Зарудного — Ольга
- «Санитарный день» А. Коломийца — Лада
- «Рейс в 12» Ю. Бедзика — Ирина
- «Бунт женщин» Н. Хикмета и В. Комиссаржевской — Инес
- «Кабанчик» В. Розова — Баскакова
- 1986 — «Энеида» И. Котляревского; реж. Сергей Данченко — Венера
- «Шиндай» И. Афанасьева — Вера
- 1987 — «Мастер и Маргарита» М. Булгакова; реж. Ирина Молостова — Гелла[комм. 1]
- 1989 — «Тевье-Тевель» Г. Горина по мотивам произведений Шолом-Алейхема; реж. Сергей Данченко — Годл
- «Санитарная зона» М. Хвылевого — Уникум / Вдова
- «Блез» К. Манье — Женевьева
- 1991 — «Белая ворона» Ю. Рыбчинского и Г. Татарченко; реж. Сергей Данченко — Столетняя война
- «Призраки» Э. Де Филиппо — Мария
- «Огненный змий» Ю. Яновской — Мария Георгиевна
- «С любовью не шутят» П. Кальдерона — Донья Беатриса
- «Как близнецы» М. Фрейна — Джо / Би / Алекс
- «Житейское море» И. Карпенко-Карого — Ванина
- 1997 — «Король Лир» У. Шекспира; реж. Сергей Данченко — Гонерилья, дочь Лира
- «Бал воров» Ж. Ануя — Ева
- «Смех и слёзы Дон Кихота» по роману М. Сервантеса «Дон Кихот» — Герцогиня
- «Интимная жизнь» Н. Кауарда — Аманда
- «Три товарища» — Э.-М. Ремарка; реж. Юрий Одинокий — фрау Залевски
- «Путешествие Алисы в Швейцарию» — Л. Берфуса; реж. Станислав Моисеев — Лотте Галло
- «Идиот» — по роману Ф. Достоеского; реж. Юрий Одинокий — Епанчина Елизавета Прокопиевна
- 2000 — «Я, Генри II» Дж. Голдмена; реж. Юрий Кочевенко — Элинор
- «Леди и Адмирал» Т. Реттигена — Эмма Гамильтон
- «Эзоп» Г. Фигейредо — Клея
- 2003 — «Истерия» Т. Джонсона; режиссёр Григорий Гладий — Анна
- 2003 — «Ревизор» Н. Гоголя; реж. Игорь Афанасьев — Анна Андреевна, жена городничего
- 2003 — «Царь Эдип» Софокла; реж. Роберт Стуруа — Фавский Хор
- 2004 — «Братья Карамазовы» Ф. Достоевского; реж. Юрий Одинокий — Хохлакова
- 2006 — «Виват, королева!» Р. Болта; реж. Юрий Кочевенко — Мария Стюарт / Елизавета
- 2007 — «Женитьба Фигаро» П. Бомарше; реж. Юрий Одинокий — Марселина
- 2008 — «…Я вспоминаю… Амаркорд» Е. Сикорской и А. Билозуба; реж. Александр Билозуб — Градиска
- 2008 — «Эдит Пиаф. Жизнь в кредит» Ю. Рыбчинского и Виктории Васалатий; реж. Игорь Афанасьев — Белая леди
- 2009 — «Назар Стодоля» Т. Шевченко; реж. Юрий Кочевенко — Стеха
- 2011 — «Фредерик или Бульвар преступлений» Э. Шмитта; реж. Юрий Кочевенко — Мадемуазель Жорж
- 2011 — «Гимн демократической молодёжи» С. Жадана; реж. Юрий Одинокий — Валентина Валентиновна
- 2012 — «Между небом и землёй» И. Афанасьева; реж. Игорь Афанасьев — Джулия
- 2013 — «Чайка» А. Чехова; реж. Валентин Козьменко-Делинде — Ирина Николаевна Аркадина, актриса
- 2013 — «Дамы и гусары» А. Фредро; реж. Юрий Одинокий — Пани Оргонова
- 2014 — «Моя профессия — сеньор из высшего общества» Джулио Скарниччи и Ренцо Тарабузи; реж. Анатолий Хостикоев — Графиня
- 2015 — «Великие комбинаторы» по И. Ильфу и Е. Петрову; реж. Д. Чирипюк — Мадам Грицацуева
- 2016 — «Ричард III» У. Шекспира; реж. Автандил Варсимашвили — Герцогиня Йоркская

### Фильмография
- 1977 — За пять секунд до катастрофы — телефонистка
- 1980 — Петля Ориона — Мария Дементьева, врач
- 1981 — Ярослав Мудрый — Ингегерда, жена Ярослава
- 1983 — Последний довод королей — эпизод
- 1984 — Третий в пятом ряду — Ирина Григорьевна, учительница математики
- 1985 — Кармелюк — Агата, супруга судьи
- 1988 — Когда наступит день — Лика
- 1988 — Шанс (короткометражный) — Зося
- 1990 — Дальше полёта стрелы — эпизод
- 1990 — Провинциалки — эпизод
- 1990 — Чёрная пантера и Белый медведь — Снежинка
- 1991 — Грех — Стефа, служанка Ляшковских
- 1993 — Западня — Зося, жена Барана
- 1993 — Ленин в огненном кольце — Надежда Крупская
- 1995 — Двойник
- 1998 — Две луны, три солнца — Маша
- 2001 — День рождения Буржуя—2 — Варвара
- 2003 — За двумя зайцами (мюзикл) — подруга Тони Коровяк
- 2005 — За всё тебя благодарю — Любовь Орлова, комендант общежития
- 2005 — На белом катере — Изольда Петровна, мать Жанны
- 2005 — Новогодний киллер
- 2006 — Девять жизней Нестора Махно — Александра Коллонтай
- 2006 — Саквояж со светлым будущим — Надежда Головко
- 2006 — Утёсов. Песня длиною в жизнь — Любовь Орлова
- 2007 — Возвращение блудного мужа — эпизод
- 2007 — Я считаю: раз, два, три, четыре, пять… — Елизавета Андреевна, клиентка Натальи Николаевны
- 2008 — Осенний вальс — мама Евгения
- 2008 — Реквием для свидетеля — Нина Шахова, хирург
- 2009 — Территория красоты — Кира Витальевна
- 2009 — Пушкен (не завершён)
- 2010—2013 — Ефросинья — Алевтина
- 2011 — Весна в декабре — Тамара Локтева
- 2011 — Доставить любой ценой — Елезавета Ивановна, врач
- 2011 — Паутинка бабьего лета — Анастасия Леонидовна, мать Сергея
- 2011 — Пончик Люся — эпизод
- 2011—2012 — Я приду сама — Марья Антоновна, мать Славы, генеральша
- 2012 — Дорога в пустоту — Мария Давыдовна, домработница у Дроздовского
- 2012 — Менты. Тайны большого города — Люся, жена Мамочки
- 2012 — Стань мной — Юлия Аркадьевна, мама Нади
- 2013 — Даша — Надежда Павловна, мать Славы
- 2013 — Женский доктор—2 (57-я серия «Понять, простить») — свекровь Маши
- 2014 — Скорая помощь
 • 5-я серия — Ирина Степановна
 • 11-я серия — мама Ильи
- 2018 — Донбасс — женщина в голубом

## Награды
- заслуженная артистка Украины (27 марта 1997)[5];
- почётный знак Министерства культуры и искусств Украины (2005) — «За достижения в развитии культуры и искусства»[3];
- народная артистка Украины (6 августа 2007) — «За значительный личный вклад в развитие украинского театрального искусства, высокое исполнительское мастерство»[6];
- почётная грамота Верховной Рады Украины (2010) — «За особые заслуги перед украинским народом»[3];
- орден княгини Ольги III степени (27 марта 2015)[7];
- орден королевы Анны «Честь Отчизне» (14 октября 2015) — за высокопрофессиональный труд, высокое национальное достоинство и служение Украине.

## Факты
- На бенефисе, 50-летии Анатолия Хостикоева юбиляр принимал поздравления, сидя в ванной с водой. Выйдя на авансцену и прочитав стихи Людмила Смородина подошла к юбиляру, сняла халат, и оставшись в маленькой рубашке с кружевами, залезла в ванную. При этом объявила, что её попросили проверить, пятьдесят ли? Далее, со всем макияжем и причёской нырнула под воду, а вынырнув, произнесла на весь зал: «50!»[2][8][значимость?];
- На праздновании 60-летия Анатолия Хостикоева Людмила Смородина в компании Натальи Сумской и Ирины Дорошенко, появилась на сцене в кожаных шортах, перепев хит группы Serebro «Мама Люба»: «Папа Толя, давай-давай-давай»[9][значимость?].

## Комментарии
1. ↑  Исполнение роли Геллы вызвало фурор, когда актриса вышла на сцену обнажённой с нанесённым на всё тело тоном, придававшим ощущение одетости [2].